# 海部八郎
海部 八郎（かいふ はちろう、1923年6月29日 - 1994年6月28日）は、実業家・元日商岩井副社長。ダグラス・グラマン事件の中心人物。

## 略歴
- 1923年6月29日 - 東京都で生まれる。
- 東京府立第七中学校卒業[1]。
- 1947年 - 旧制神戸経済大学（現・神戸大学）を首席[1]で卒業後、当時の日商に入社。
- 1953年 - 新設間もない米国日商の駐在員となり、平均睡眠時間3時間の猛烈な仕事ぶりで、船舶輸出の実績を上げる。
- 1963年 - 東京航空機部長、同年40歳で取締役就任。
- 1974年 - 副社長に昇進。
- 1979年7月 - ダグラス・グラマン事件で外為法違反・偽証罪の容疑で逮捕され、副社長を辞任。しかし、取締役の地位には役員任期満了まで留まり続けた。
- 1980年5月 - 日商岩井を退任、同社子会社である国際汽船社長となる。
- 1980年7月 - ダグラス・グラマン事件の裁判では、東京地裁より懲役2年執行猶予3年の判決。控訴せず、同年8月に確定。
- 1982年 - 国際汽船社長を退任。
- 1985年 - 極東海運実業社長となる。
- 1987年 - ロイヤル建設社長就任。同社を傘下に収めたロイヤル航空（現ライトエアーネットワーク）オーナーからの招きによる。上下水道中心の土木工事が主体だった事業をゴルフ場開発やマンション建設などに広げた。
- 1992年 - ロイヤル建設和議を申請、社長辞任。
- 1994年6月28日 - 70歳で死去。

## エピソード
実家は東京都文京区小石川にあり、東京高等師範学校附属中学校か東京府立第一中学校、東京府立第四中学校への進学を希望していたという。
父は、元は師範学校の英語教師で、その後、浅野物産の幹部になり、高給取りだったため海部の家庭の生活水準はかなり高かったという。海部の中学時代、友人が20銭、50銭という小遣いしかもっていなかったのに対して、海部は5円、10円の札ビラをきったというエピソードがある。
中学時代は国語、漢文、地理、歴史といった文系科目が得意で、中でも英語の成績は抜群だった。逆に理系科目は不得意で、数学はよく落第点をとっていたという。また、運動も苦手だった。
神戸経済大学時代のゼミの恩師だった坂本彌三郎は、海部は非常な読書家でよむのが実にはやく、よく勉強している点では学年で一番、もちろん成績も一番。本人が希望すれば大学にのこそうとおもっていたと証言している。
日商岩井副社長時代、船舶・航空機における日商岩井の商権を確立し、特に航空機分野では、航空自衛隊FX選定におけるF-4の92機、F-15の203機の採用で、いずれも日商岩井がメーカー代理店となり、同航空機部は「海部軍団」と呼ばれた（商社の情報活用の事例として、海部軍団と伊藤忠商事の瀬島機関がよく引き合いに出される）。
東京都渋谷区に「息抜きのための書斎」とよんだ高級マンションを所有していた。部屋のなかは分厚い絨毯の上を模型機関車が走り回っていて、BGMとして童謡のメロディが流されていた。海部は週に2-3回の頻度で会社の専用車でやってきては2時間程度この部屋ですごしていたという。ダグラス・グラマン事件で隠れ家として渋谷区のマンションに捜査の手が及んだ時、踏み込んだ捜査員が見たものは部屋一杯に敷き詰められた鉄道模型だったという。
1979年2月14日におこなわれたダグラス・グラマン事件の証人喚問で宣誓書に署名する際、手がふるえてなかなか書けなかった。のちに海部は「血管の収縮が不十分なことによる病気」だと説明している。
なお、海部俊樹第76・77代内閣総理大臣との縁戚関係はない。
山崎豊子の小説『不毛地帯』に登場する「東京商事・鮫島航空機部長」は海部がモデルといわれる。
植田まさしの4コマ漫画『フリテンくん』6巻、92ページに蹄鉄を仕込んだ靴で報道カメラマンを殴った描写があった。（セリフは「裏ガネがうってあるんだもんね」）